# Milankovićev koledar
Milankovićev koledar je prenovljeni koledar pravoslavne Cerkve, kot ga je predlagal Milutin Milanković (1879–1958), srbski geofizik, klimatolog in astronom. Ta koledar se imenuje tudi reformirani julijanski koledar.
Julijanski koledar, ki so ga uporabljale vse pravoslavne Cerkve, je ob začetku 20. stoletja zaostajal za astronomskimi dogodki (in za gregorijanskim koledarjem) že za 13 dni. Zato so se v pravoslavju razvile pobude, da bi koledar prenovili. Leta 1923 je Ljuba Jovanović, minister za verstvo v Kraljevini Srbov, Hrvatov in Slovencev, nagovoril Milankovića, da naj poskusi pripraviti predlog novega pravoslavnega koledarja. Za pobudo so se skrivali tudi čisto praktični razlogi: ker so v Kraljevini SHS živeli katoliki in pravoslavci, so vsak cerkveni praznik v državi proslavljali dvakrat.  
Na vsepravoslavnem kongresu v Carigradu maja 1923 je Milanković predstavil naslednje predloge:
- začetek leta bi popravili za 13 dni. S tem bi se izravnala astronomska razlika, ki se je nabrala od Prvega nicejskega koncila leta 325. Predvidoma bi to storili oktobra 1923.
- pravilo za dodajanje prestopnih dni bi popravili tako, da ne bi več prišlo do zaostajanja koledarja za astronomskimi pojavi. Popravek bi veljal za leta, ki se končajo na 00. Táko leto je po Milankoviću prestopno, samo če da letnica pri deljenju z 900 ostanek 200 ali 600. 
Po Milankoviću so torej neprestopna leta: 2100, 2200, 2300, 2500, 2600, 2700, 2800, 3000, 3100, 3200, 3400, 3500, 3600, 3700 itd.
(Po gregorjanskem so neprestopna leta, ki niso deljiva s 400, torej: 2100, 2200, 2300, 2500, 2600, 2700, 2900, 3000, 3100, 3300, 3400, 3500, 3700, itd)
- Milanković je predlagal tudi, da bi računanje datuma velike noči uskladili z astronomskimi opazovanji. Velika noč je (po določbah Prvega nicejskega koncila iz leta 325) nedelja po prvi polni luni po pomladnem enakonočju. Pri tem so pravoslavne cerkve upoštevale datum polne lune izračunan po Metonovi formuli, ki pa že zdavnaj ne drži več. Milanković je predlagal, da bi preprosto upoštevali resnični astronomski trenutek nastopa polne lune.

Milankovićev koledar se ujema z gregorijanskim v letih od 1901 do 2799, dolgoročno pa je natančnejši - po letu 2800 manj odstopa od astronomskih pojavov. Nekateri so zato pomislili tudi na možnost, da bi dolgoročno Milankovićev koledar prevladal nad gregorijanskim. To je verjetno tudi en od razlogov, da so Milankovićeve predloge na kongresu soglasno sprejeli. 
Pozneje večina pravoslavnih Cerkva novega koledarja ni uveljavila v praksi. Prišlo je namreč do velikih protestov vernikov, ki se jim je zdel novi koledar preveč podoben koledarju Rimskokatoliške Cerkve. Novi koledar so sprejeli Grki, Romuni in Bolgari (in poleg tega še nekatere Cerkve delno - ne v vseh pokrajinah). Tudi ti so sprejeli samo prvi dve alineji. Datum velike noči še zdaj vse pravoslavne cerkve (razen finske) računajo po napačno izračunani pomladni polni luni, zato se pravoslavna velika noč pogosto ne ujema s katoliško.